# Carsten Rentzing
Carsten Uwe Rentzing (* 27. září 1967, Berlin-Spandau) je německý luterský duchovní a teolog. V letech 2015 až 2019 byl zemským biskupem Evangelické luterské zemské církve Saska. V etických otázkách (např. homosexuální partnerství) zastává teologicky konzervativní postoje, což vedlo během jeho biskupské služby ke sporům v církvi.
Po obviněních ze zastávání krajně-pravicových postojů v říjnu 2019 na svůj úřad rezignoval.